# Brucella
Brucella este un gen de bacterii Gram-negative, a cărui denumire provine de la numele microbiologului David Bruce (1855–1931). Speciile de Brucella sunt agentul etiologic al bolii denumite bruceloză, care este o antropozoonoză.

## Caracteristici
Speciile de Brucella sunt bacterii mici (0,5 - 0,7 µm lățime și 0,6 - 1,5 µm lungime), fără capsulă și imobile. Se prezintă sub formă de cocobacil și sunt facultativ intracelulare.